# DFR
Pour les articles homonymes, voir DFR (homonymie).

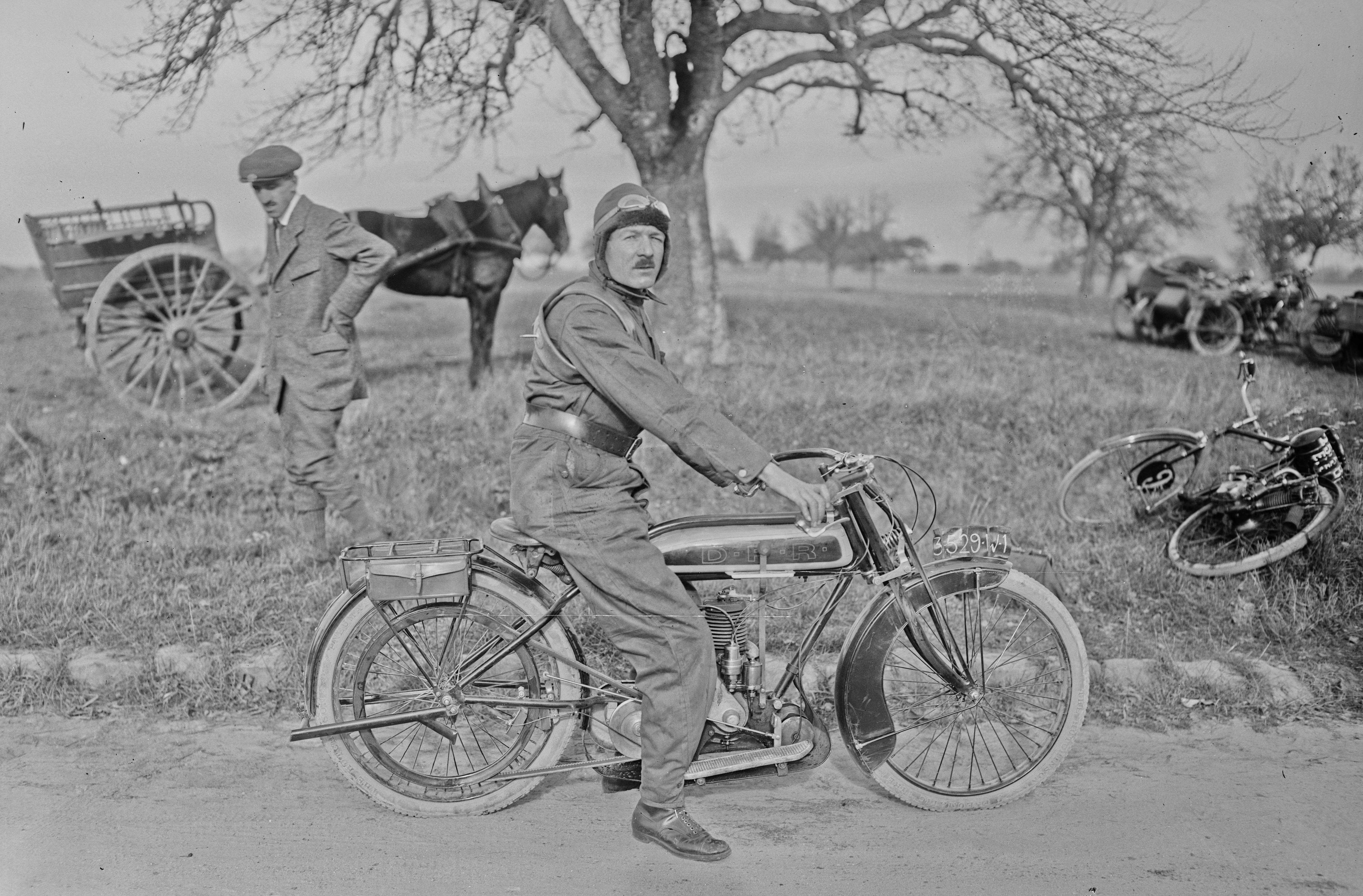
Une motocyclette DFR en 1920.

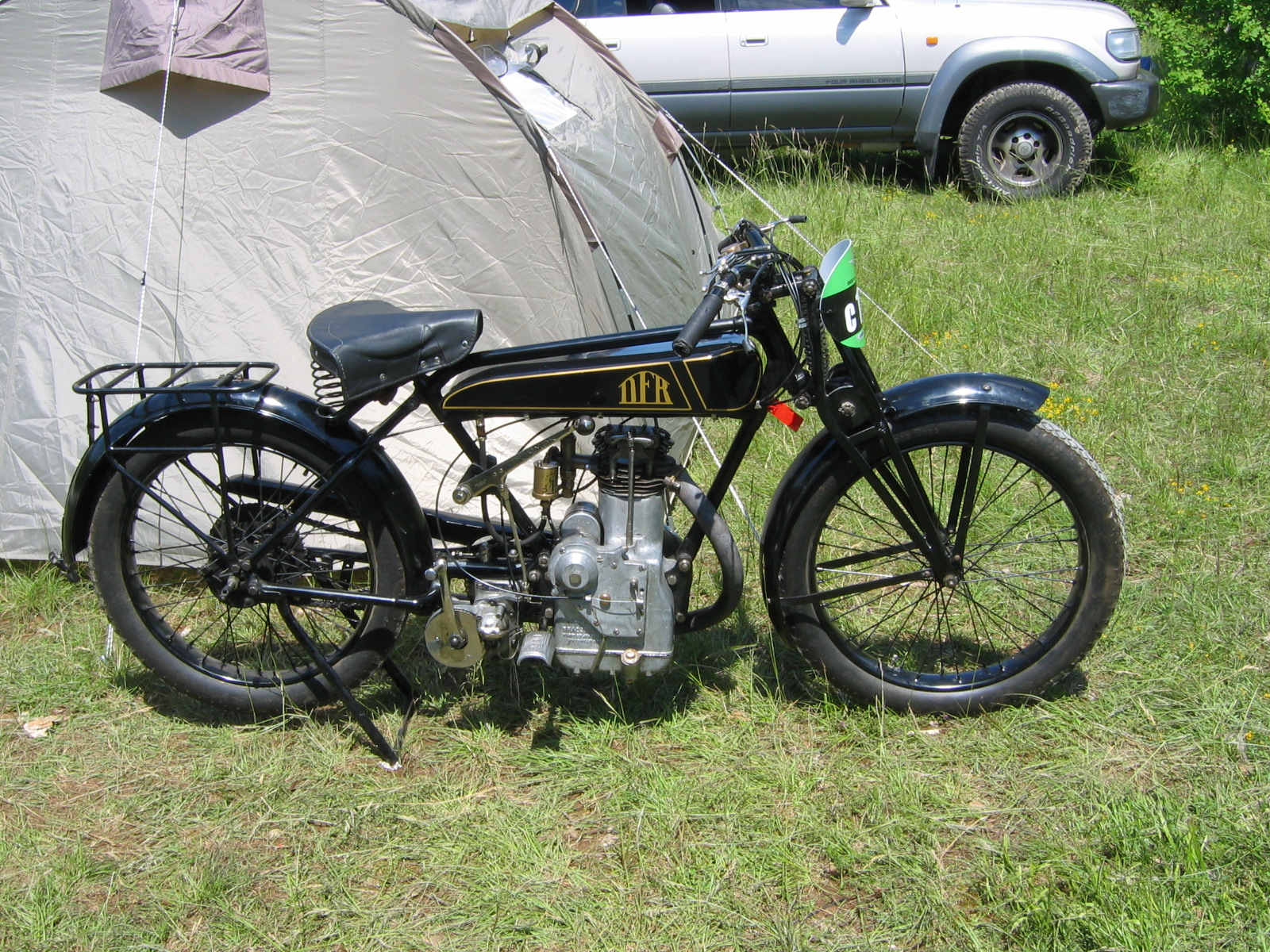
Une DFR 350 à moteur Bradshaw, de 1925.

DFR est une marque historique française de motocyclettes. Elle prend son nom des initiales de ses fondateurs, François Désert et Pierre de Font Réaulx. Elle sera en activité de 1920 à 1932 à Neuilly-sur-Seine.
- 1920 : modèles 250 et 350 cm3 équipés de moteurs deux-temps fabriqués par Louis Émile Train
- 1923 : Moto-Baby : modèle très bon marché, avec un moteur 350 monté dans un cadre de vélo
- 1924 : modèle 2 H.P, équipé d'un moteur 175 cm3
  - Production de moteurs « maison »
  - 350 cm3 à moteur Bradshaw, dont certains furent équipés d'un compresseur
- 1926 : 350 cm3 à moteur Voisin
- 1929 : passage sous contrôle de Dresch, et mise en commun des modèles
- 1932 : Pierre de Font Réaulx part fonder la marque Dax